# Zagora (dorp)
Zagora (Grieks: Ζαγορά ) is een dorp en een gemeente in Magnesia, Thessalië, Griekenland. Sinds de hervorming van de lokale overheid in 2011 maakt het deel uit van de gemeente Zagora-Mouresi, waarvan het de zetel en een gemeentelijke eenheid is.

## Locatie
Zagora ligt ten noordoosten van Volos en ten westen van Chorefto en is verbonden met de Griekse nationale weg 34.

## Geschiedenis
De eerste meldingen van de nederzetting onder de huidige naam dateren uit de 13e eeuw. In de 14e eeuw viel Magnesia onder de Republiek Venetië en de Catalanen.
De Venetiaanse en Catalaanse relaties bleken voordelig te zijn voor de inwoners van Zagora. Er werd een grote vloot gebouwd in de haven van Zagora, Chorefto, en een uitgebreide zijdehandel begon. De Zagoria-galeien reikten tot aan West-Afrika en Scandinavië.

## Etymologie
De naam is afgeleid van de Griekse term voor "dierenmarkt" (Grieks: Ζωαγορά). Er was een grote jaarlijkse markt waar dieren uit Roemenië en Egypte werden gekocht en verkocht.

## Belangrijke plaatsen
De bibliotheek van Zagora staat bekend om zijn verzameling zeldzame boeken. De school van Rigas Feraios of het Grieks Museum, is de oudste school op Pilion. Rigas Feraios was een van de leerlingen.

## Inwoners
| Jaar | Inwoners |
| ---- | -------- |
| 1981 | 2,841    |
| 1991 | 2,410    |
| 2001 | 2,389    |
| 2011 | 2,251    |